# Enchelyomorpha vermicularis
Enchelyomorpha · Enchelyomorphidae
Famille
Genre
Espèce
Enchelyomorpha vermicularis, unique représentant du genre Enchelyomorpha et de la famille des Enchelyomorphidae, est une espèce de Ciliés de l’ordre des Suctorida ou des Endogenida selon les classifications.

## Étymologie
Le nom Enchelyomorpha est dérivé du grec εγχέλυς / enchélys, « anguille », et μορφή / morfí, « forme », en référence à la forme conique de ce cilié, qui peut faire penser à une aiguille.

## Description
Selon Alfred Kahl (1930), Enchelyomorpha a une taille de 30 à 45 μm. Sa forme est finement conique, aplatie dorso-ventralement et légèrement incurvée ; la partie arrière est fortement élargie ; la partie avant est	 étroite et légèrement annelée, les cils étant disposés dans les sillons annulaires. La moitié antérieure possède des tentacules non rétractiles, dispersés, courts et munis d’un bouton terminal. Il n’y a pas de bouche. Le noyau est composé de morceaux rayonnants et d'un corps interne. Une vacuole terminale contractile, remplit parfois complètement l'extrémité postérieure arrondie.
Kahl se pose la question de savoir quelle est la nature véritable de cet organisme quand il dit : « ce n’est pas un véritable « infusoire », mais soit l’essaim d'une espèce de Suctoria sessile encore inconnue, soit un Ciliophore étroitement apparenté à un Suctoria sans forme sessile (c'est-à-dire sans stade fixé à un support) ». 

## Habitat
Kahl a observé Enchelyomorpha dans des eaux septiques, alcalines ou putrides. 

## Systématique
L'espèce a été initialement décrite dans le genre Enchelys sous le protonyme Enchelys vermicularis Smith (d), 1899. Alfred Kahl l'a déplacée en 1930 dans le genre monotypique Enchelyomorpha. La famille monogénérique des Enchelyomorphidae a été proposée en 1992 par Hannes Augustin (d) et Wilhelm Foissner.

### Publication originale
- Espèce Enchelyomorpha vermicularis sous le taxon Enchelys vermicularis :

(en) J. C. Smith, « Notices of Some Undescribed Infusoria, from the Infusorial Fauna of Louisiana », Transactions of the American Microscopical Society, Wiley, vol. 20,‎ 1899, p. 51-56 (ISSN 0003-0023 et 2325-5145, lire en ligne).